# De jaren stillekes
De jaren stillekes was een wekelijks televisieprogramma op zondagavond op de Vlaamse televisiezender Eén. Het programma werd gepresenteerd door Steven Van Herreweghe. Er werden twee seizoenen uitgezonden, in 2009 en 2010. Het programma had geregeld meer dan een miljoen kijkers. Na twee seizoenen werd beslist het programma te stoppen omdat het concept uitgemolken was.

## Concept
De televisie stond centraal in dit programma. Elke week werd er een bekende Vlaming uitgenodigd die vertelde welke televisie-momenten voor hem of haar legendarisch of memorabel waren en die bij de mensen in het collectief geheugen zitten. Verder werden er grappige, foute of opmerkelijke televisiefragmenten getoond die uitgezocht werden uit het VRT- en andere filmarchieven. Dikwijls werden die vervolgens geparodieerd door Van Herreweghe in de vorm van een sketch. Tijdens elke aflevering werd er ook een reconstructie gehouden van een memorabel televisiemoment, met originele beelden en interviews met de hoofdrolspelers achteraf.

## Gasten

### Reeks 1
| Aflevering        | Gast             | Kijkcijfer |
| ----------------- | ---------------- | ---------- |
| 6 september 2009  | Frieda Van Wijck | 775.600    |
| 13 september 2009 | Ronny Mosuse     | 825.800    |
| 20 september 2009 | Walter Grootaers | 871.700    |
| 27 september 2009 | Tom Lenaerts     | 995.100    |
| 4 oktober 2009    | Guy Mortier      | 1.014.900  |
| 11 oktober 2009   | Marcel Vanthilt  | 1.161.900  |
| 18 oktober 2009   | Jacques Vermeire | 1.242.500  |
| 25 oktober 2009   | Bart Peeters     | 1.253.700  |
| 1 november 2009   | Erik Van Looy    | 1.280.100  |
| 8 november 2009   | Urbanus          | 1.402.700  |

### Reeks 2
| Aflevering        | Gast            | Kijkcijfer |
| ----------------- | --------------- | ---------- |
| 5 september 2010  | Annemie Struyf  | 1.147.283  |
| 12 september 2010 | Jeroen Meus     | 1.006.215  |
| 19 september 2010 | Ben Crabbé      | 1.170.484  |
| 26 september 2010 | Paul Jambers    | 1.218.458  |
| 3 oktober 2010    | Jan Verheyen    | 1.080.173  |
| 10 oktober 2010   | Goedele Liekens | 1.312.741  |
| 17 oktober 2010   | Tom Van Dyck    | 1.269.514  |
| 24 oktober 2010   | Luc Appermont   | 1.341.664  |
| 31 oktober 2010   | Sergio          | 1.140.367  |
| 7 november 2010   | Koen Wauters    | 1.385.834  |

## Trivia
- Het nummer Boys (Summertime Love) van Sabrina werd dankzij een iedere week terugkerende running gag opnieuw courant gespeeld op Vlaamse radiozenders.
- Tony Corsari was gast in de aflevering met Luc Appermont. Aangezien Corsari de media schuwde na zijn vertrek bij de televisie in 1964, was hij héél uitzonderlijk nog op tv te zien.
- In een onuitgezonden bonusaflevering De Jaren Stillekes: 3.000 jaar televisiegeschiedenis op de dvd van 10 jaar Woestijnvis, toont Steven Van Herrewege een fictieve versie van het leven van Julius Caesar.